# 奥尔迪诺
奥尔迪诺是安道爾的一个堂区，位於安道爾西北部，與卡尼略、馬薩納、法國南部庇里牛斯大區相鄰。

## 友好城市
- 法國 蒂尔